# 景山民夫のダブルファンタジー
景山民夫のダブルファンタジー（かげやま たみおの だぶるふぁんたじー）とは、1994年1月2日にTBS系列で放映されたテレビアニメスペシャル。
『死にぞこない係長』と合わせて、深夜アニメコンプレックス枠『おとなのアニメ』（2:31 - 3:40）内で放送された。

## 声の出演
サイケデリック航空
- 由利恵：相原勇
- ボク：堀川亮

南洋ホテル
- 羽根沢：池水通洋
- 吉野：茶風林
- 運転手：緒方賢一
- 入国管理官：松尾銀三

## スタッフ[1]
- 原作：景山民夫
- 演出：寺東克己
- 絵コンテ：寺東克己（『サイケデリック航空』）、原恵一（『南洋ホテル』）
- 作画監督：入江泰浩、林桂子
- 美術監督：明石聖子、宮野隆
- キャラクターデザイン：折口信夫
- 撮影監督：刑部徹
- 音響監督：小林克良
- 制作：TBS、シンエイ動画